# Dihammaphora signaticollis
Dihammaphora signaticollis är en skalbaggsart som beskrevs av Louis Alexandre Auguste Chevrolat 1859. Dihammaphora signaticollis ingår i släktet Dihammaphora och familjen långhorningar.
Artens utbredningsområde är:
- Paraguay.
- Uruguay.

Inga underarter finns listade i Catalogue of Life.